# NGC 2297
NGC 2297 é uma galáxia espiral barrada (SBbc) localizada na direcção da constelação de Pictor. Possui uma declinação de -63° 43' 03" e uma ascensão recta de 6 horas, 44 minutos e 24,5 segundos.
A galáxia NGC 2297 foi descoberta em 31 de Janeiro de 1835 por John Herschel.